# Gyrtona polionota
Gyrtona polionota là một loài bướm đêm thuộc họ Noctuidae. Nó được tìm thấy ở Fiji, New Guinea và Úc.